# Черновське (Ірбітський міський округ)
Черно́вське (рос. Черновское) — село у складі Ірбітського міського округу Свердловської області.
Населення — 791 особа (2010, 820 у 2002).
Національний склад населення станом на 2002 рік: росіяни — 98 %.